# Tethya andamanensis
Tethya andamanensis är en svampdjursart som beskrevs av Arthur Dendy och Burton 1926. Tethya andamanensis ingår i släktet Tethya och familjen Tethyidae.
Artens utbredningsområde är havet utanför Sydafrika. Inga underarter finns listade i Catalogue of Life.